# Leslie Stuart
Œuvres principales
Florodora (1899), The Silver Slipper (1901), The School Girl (en) (1903), The Belle of Mayfair (en) (1906),  Havana (en) (1908), Peggy (en) (1911).
Leslie Stuart de son vrai nom Thomas Augustine Barrett, né le 15 mars 1863 à Southport près de Liverpool et mort le 27 mars 1928, est un compositeur d'opérette, principalement connu grâce au succès rencontré par Florodora.

## Biographie

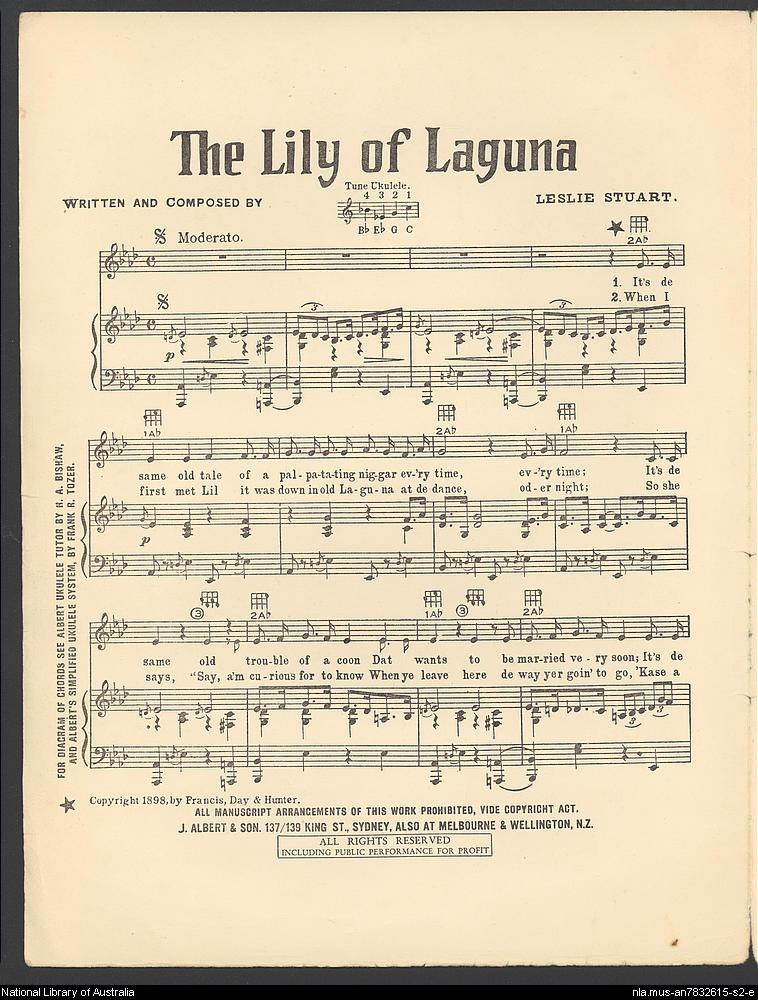
Partition de, 1898

Stuart commence sa carrière à la fin des années 1870 comme organiste de la cathédrale de Salford. Il a utilisé durant sa carrière outre le nom de « T.A. Barrett », plusieurs pseudonymes dont « Leslie Thomas » ou encore « Lester Barrett » (le nom de son frère) et acquiert la célébrité sous le nom de « Leslie Stuart ». Sa production est hétéroclite, et va de la chanson destiné au « blackface » et à son interprète phare de l'époque Eugene Stratton (en) (Lily of Laguna (en) (1898) et Little Dolly Daydream), au théâtre musical (Tell me pretty maiden, devenu un standard du vaudeville) en passant par la chanson patriotique (Soldiers of the King (en) composé en 1894).
Autour de 1881, « T.A. Barrett » était impresario à Manchester au Free Trade Hall. Ces concerts mettaient en vedette une sélection d'opéras comiques de compositeurs comme Arthur Sullivan et Alfred Cellier, aux côtés d'extraits de grands opéras anglais de Michael William Balfe et William Vincent Wallace. Ignacy Paderewski y a fait une de ses premières apparitions britannique. En 1889, Stuart investit le St James Hall, alors la plus grande salle de concert de Manchester, et propose les productions des très populaires Gilbert et Sullivan.
A Manchester, Stuart compose paroles et musiques de chansons pour la pantomime locale.
Stuart a composé plus d'une soixantaine de chansons, y compris des coon song, et des pièces instrumentales, dont au moins un cake-walk. En tant que compositeur, Stuart a souffert de l'irrespect de son droit d'auteur et dans son livre, Andrew Lamb emet l'idée que son passage à la comédie musicale a été une tentative pour éviter la perte de revenus induite par la publication non autorisée de ses partitions musicales,.
Stuart rencontre le succès en 1899 avec Florodora, écrit en collaboration avec Owen Hall (en), et dont le double sextuor Tell Me Pretty Maiden devient le titre à la mode ; succès non démenti lors de ses productions suivantes : The Silver Slipper (1901), The School Girl (1903), The Belle of Mayfair (1906),et Havana (1908).
Ses productions suivantes ne rencontrent pas le même succès, et en 1911 il fait banqueroute. Il s'avère qu'il vivait depuis plusieurs années en ayant recours à des usuriers, sa dette s'élevant à 90 % de ses revenus.
En 1927 il écrit pour le Evening News, une série d'articles basés sur ses mémoires et souvenirs personnels. Il meurt le 27 mars 1928, dans la maison de sa fille à Richmond, de pneumonie et pleurésie.